# Kávékapszula

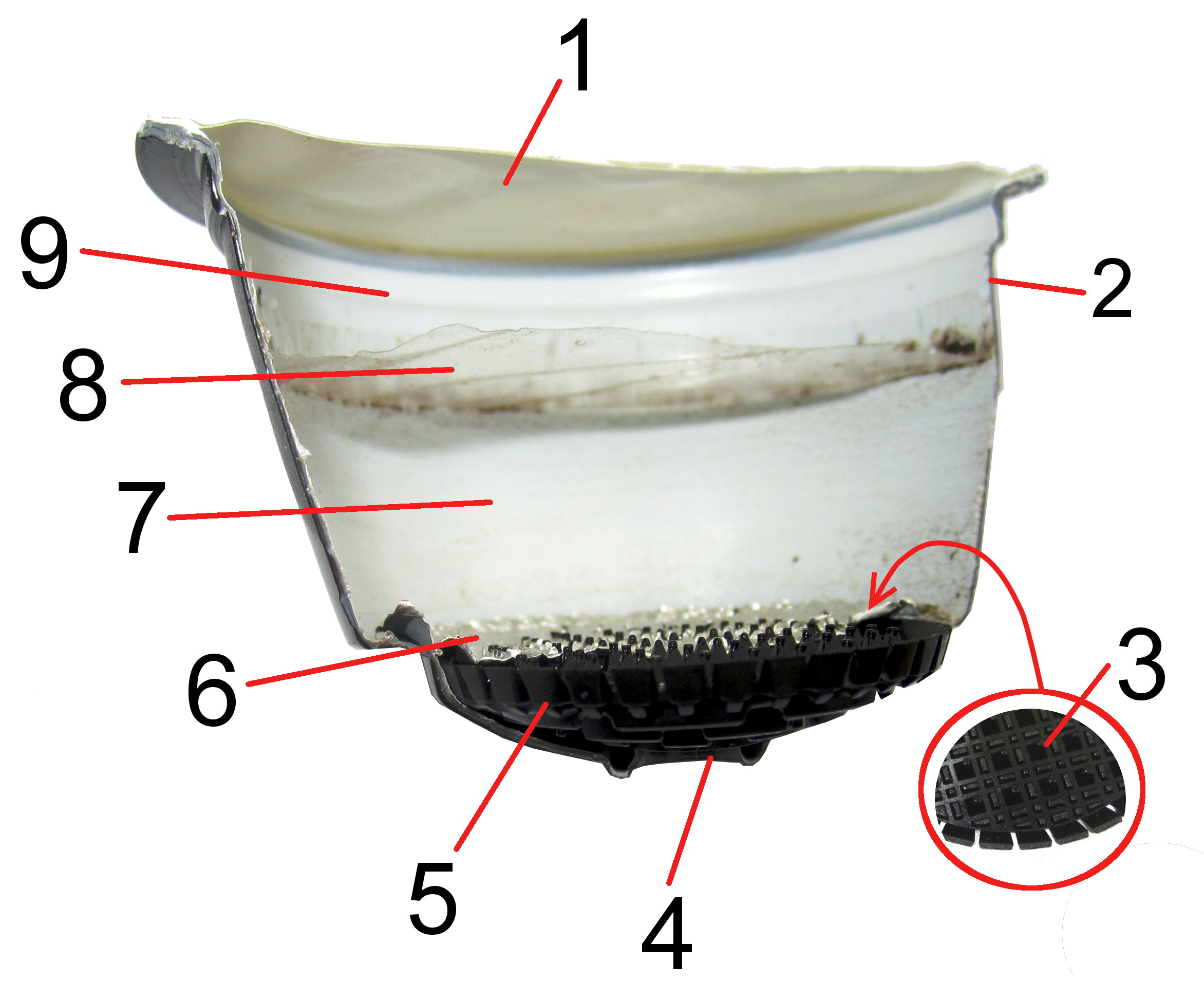
Egy Nespresso kapszula részei

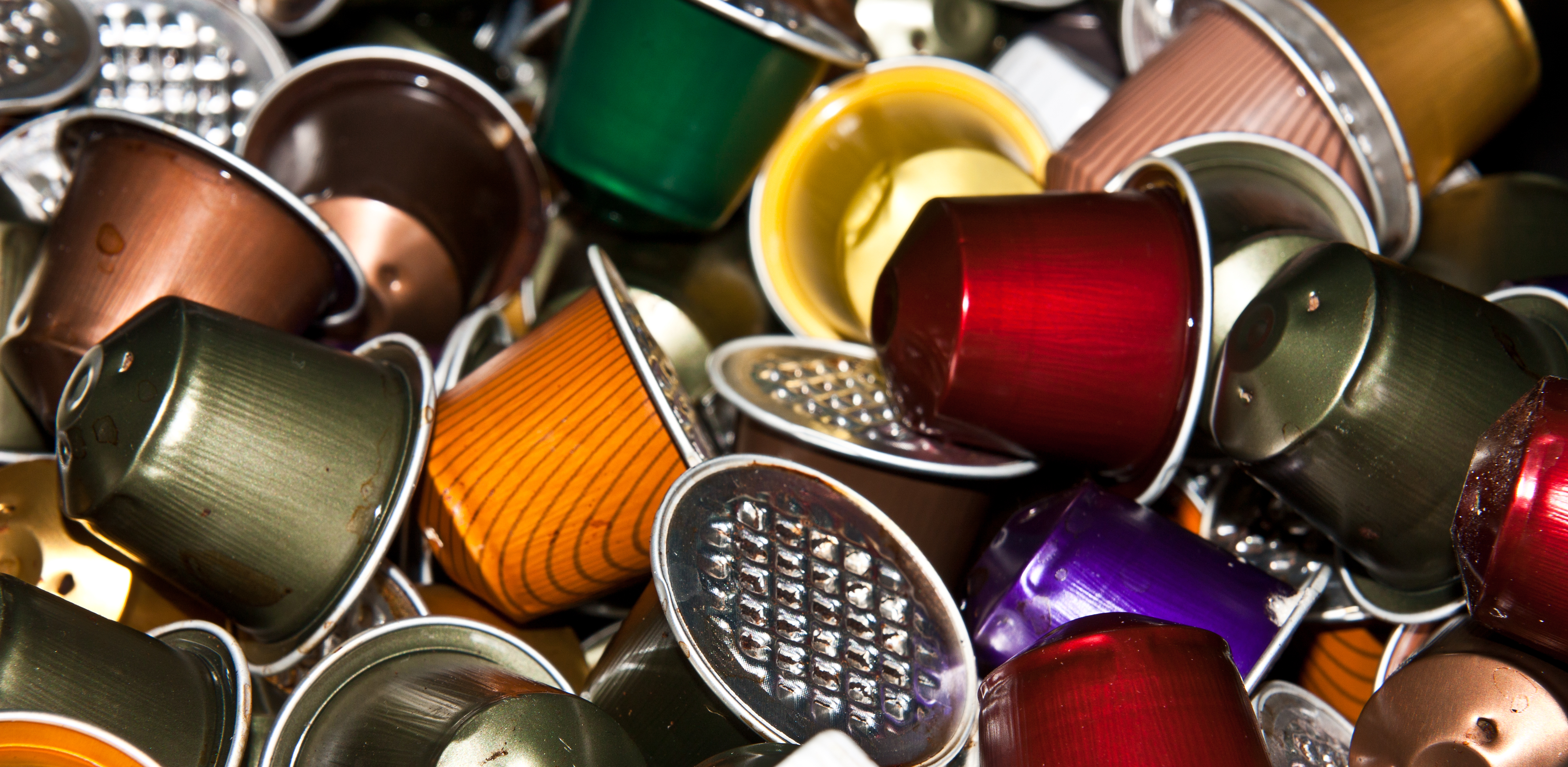
Használt Nespresso kapszulák

A kávékapszula egy adag kávéitalnak az erre specializált kávéfőzőgépben való elkészítésére előkészített, egyszer használatos tartály. Többféle kávékapszula kapható, amelyek méretezése következtében csak meghatározott márkájú kávéfőzőgépben  használhatók fel. Mivel eldobható áruról van szó, számos kritikát fogalmaznak meg az elterjedésével szemben. A gyártóknak nagyobb figyelmet kell fordítaniuk az üres kapszulák újrahasznosítására.

## Története
A Nestlé 1976-ban szabadalmat szerzett az egyszer használatos egyadagos kávékapszulákra; a Nespresso márkanéven forgalmazott kapszulákat és a megfelelő kávéfőzőgépeket 1986 óta gyártják.

## A Nespresso
A svájci Nestlé S. A. cég  kizárólagos jogosultsággal rendelkezik a NSPRESSO védjegyek magyarországi használatára. A cég magyarországi leányvállalata regisztráltatta a nespresso.hu doménnevet.
A Nespresso szó tehát nem szinonimája a kávékapszula köznévnek.

## Kritikák
A németországi Hamburgban 2016-ban a városi önkormányzat korlátozta a kávékapszulák forgalmát, mivel azok rengeteg műanyaghulladékot okoznak.